# Collonge-la-Madeleine
Collonge-la-Madeleine ist eine französische Gemeinde mit 39 Einwohnern (Stand: 1. Januar 2022) im Département Saône-et-Loire in der Region Bourgogne-Franche-Comté (vor 2016 Bourgogne). Sie gehört zum Arrondissement Autun und zum Kanton Autun-1 (bis 2015 Kanton Épinac).

## Geographie
Collonge-la-Madeleine liegt etwa 17 Kilometer ostsüdöstlich von Autun. Nachbargemeinden von Collonge-la-Madeleine sind Morlet im Norden und Nordwesten, Saisy im Norden und Nordosten, Saint-Gervais-sur-Couches im Süden und Osten sowie Tintry im Westen und Südwesten.

## Bevölkerungsentwicklung
| Jahr                      | 1962 | 1968 | 1975 | 1982 | 1990 | 1999 | 2006 | 2013 | 2019 |
| Einwohner                 | 110  | 126  | 99   | 71   | 69   | 62   | 58   | 36   | 50   |
| Quelle: Cassini und INSEE |      |      |      |      |      |      |      |      |      |

## Sehenswürdigkeiten

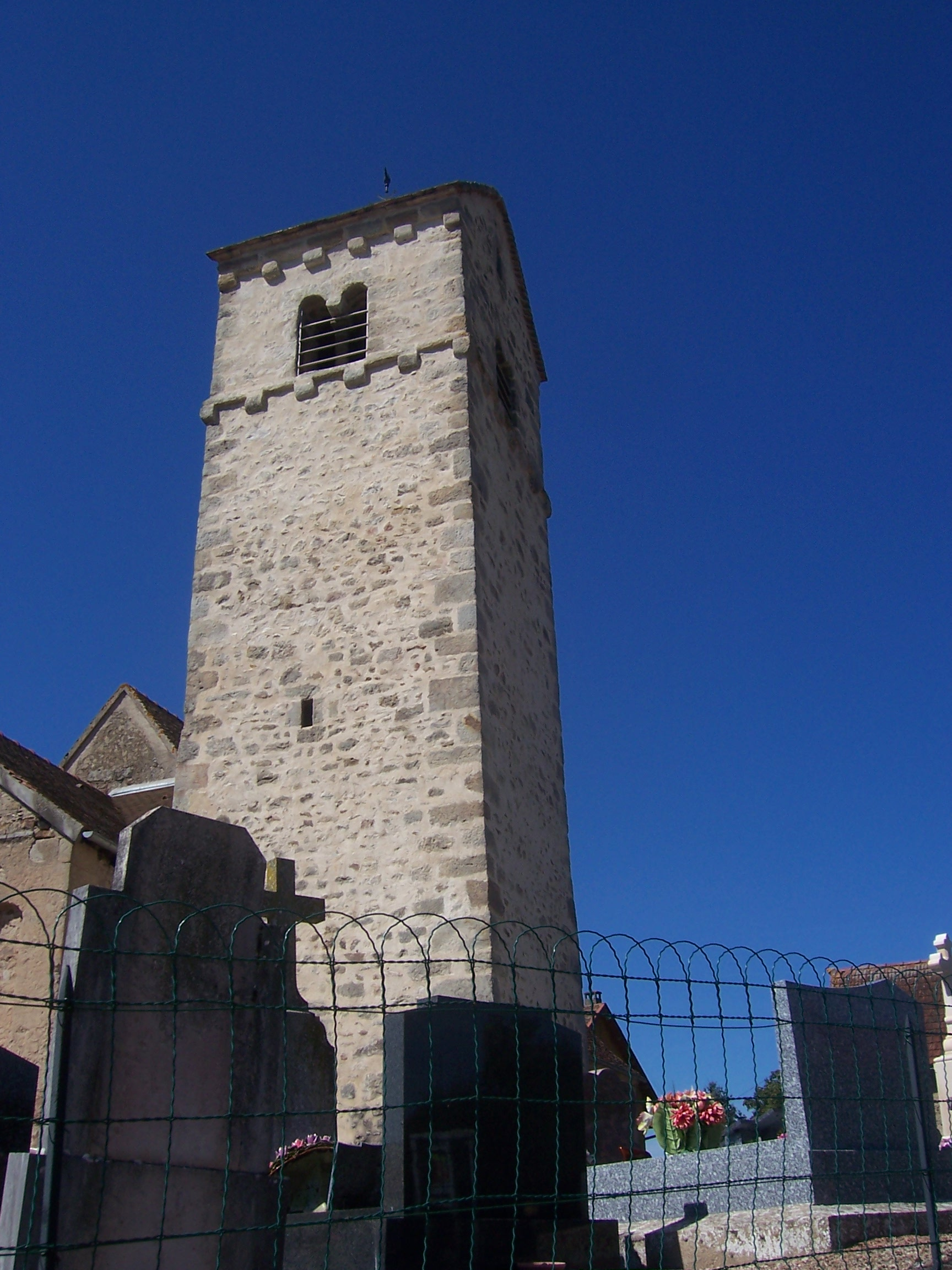
Kirche Saint-Barthélemy

- Kirche Saint-Barthélemy
- Burgruine Alibourg